# Beaumesnil (Eure)
Beaumesnil is een plaats en voormalige gemeente in het Franse departement Eure in de regio Normandië en telt 4694 inwoners (2015).  Deze plaats maakt deel uit van het arrondissement Bernay.

## Geschiedenis
Tussen 2009 en 2015 nam het aantal inwoners van de gemeente toe van 572 tot 4,694, een groei van ruim 740%. Beaumesnil was de hoofdplaats van het gelijknamige kanton tot dit op 22 maart 2015 werd opgeheven en de gemeenten werden opgenomen in het kanton Bernay. Op 1 januari 2016 fuseerden de gemeenten van het voormalige kanton, op één na, tot de commune nouvelle Mesnil-en-Ouche, waarvan Beaumesnil de hoofdplaats werd.

## Geografie
De oppervlakte van Beaumesnil bedraagt 12,63 km², de bevolkingsdichtheid is 372 inwoners per km².
De onderstaande kaart toont de ligging van Beaumesnil (Eure) met de belangrijkste infrastructuur en aangrenzende gemeenten.

## Demografie
Onderstaande figuur toont het verloop van het inwonertal (bron: INSEE-tellingen).